# St. Nikolai (Hamburg-Moorfleet)

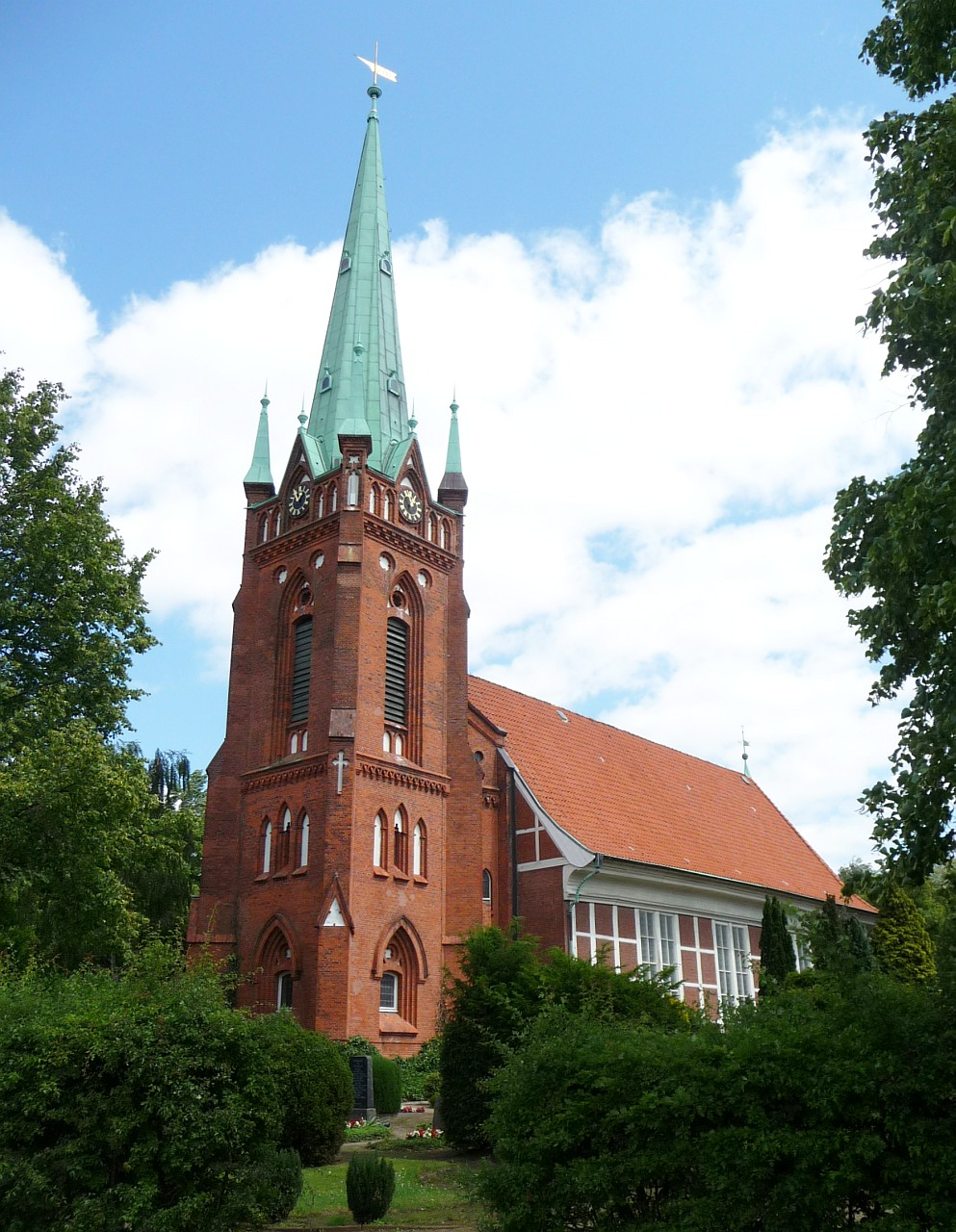
Ansicht von Südwesten

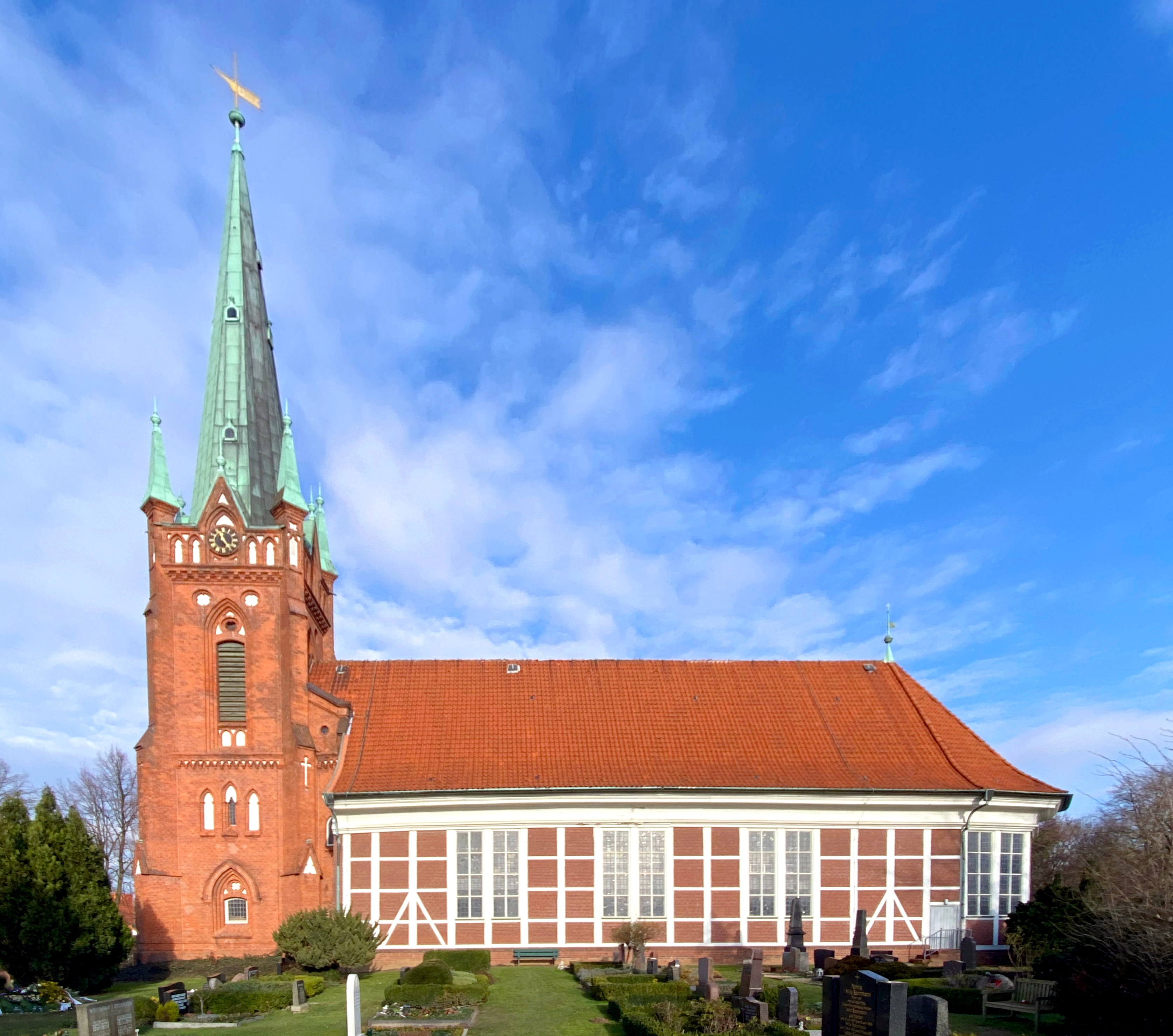
Ansicht über den Friedhof

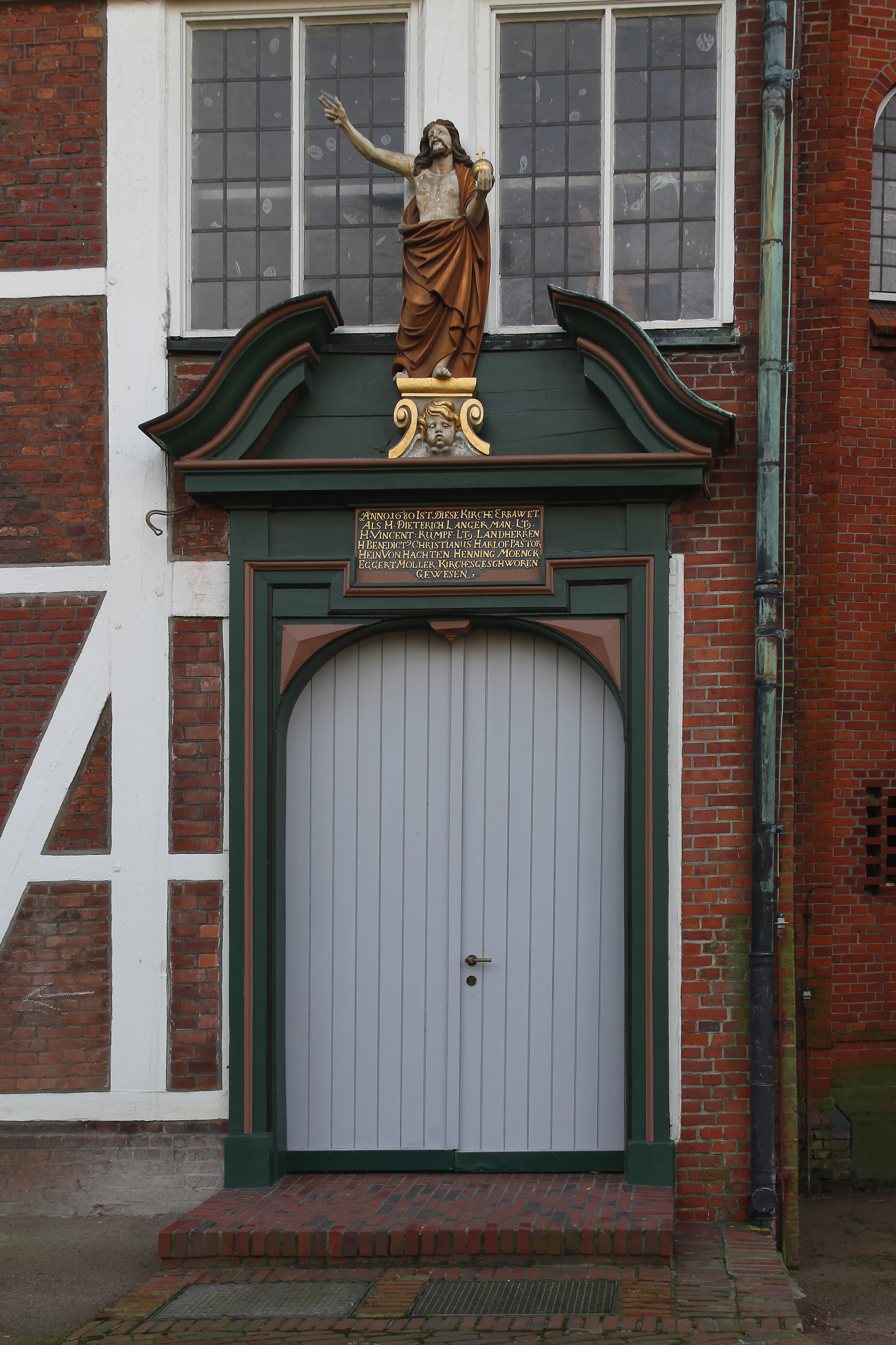
Kirchentür mit Christusfigur

Die evangelisch-lutherische Kirche St. Nikolai in Hamburg-Moorfleet am südlichen Rand des Stadtteils an der Straße Moorfleeter Kirchenweg, die westlichste Kirche der Marschlande, ist einerseits eine typische Saalkirche der Vier- und Marschlande in Fachwerksbausweise, zeigt aber andererseits mit ihrem charakteristischen neugotischen Turm starke Einflüsse des nahen Hamburger Zentrums.

## Vorgängergebäude
Eine Kirche mit der Bezeichnung St. Nikolai wird bereits 1331 in einem Dokument, einer sogenannten Glockenurkunde, die über die Wiederbeschaffung von Glocken für Kirchen der Marschlande erwähnt. Über diese mittelalterliche Kirche im damals Murenflet bezeichneten Ort ist nur bekannt, dass sie 1578 erweitert und 1599 mit einem neuen hölzernen Glockenturm ausgestattet wurde. Schwere Sturmschäden des Jahres 1648 führten zu Plänen für einen Neubau.

## Heutige Kirche
Das heutige Kirchenschiff errichtete man 1680 unter der Leitung von Lorenz Dohmsen um das alte Kirchenschiff herum und brach dieses danach ab. Der Grundstein für die neue Kirche wurde am 3. August 1680 gelegt, am 10. Dezember des gleichen Jahres wurde sie geweiht. 1705 ergänzte man das Kircheninnere um die Empore. Erste größere Reparaturen machte der große Deichbruch in den Marschlanden von 1771 erforderlich, eine umfassende Renovierung erfolgte 1843. 1866 erhielt die Kirche die noch heute vorhandenen Fenster.
Die auffälligste Änderung nach dem Bau des Kirchenschiff ergab sich 1885. Der hölzerne Kirchturm, dessen Spitze kaum höher als der First des Kirchenschiffs war, wurde durch den 50 m hohen neugotischen Turm mit markantem kupfergedeckten Turmhelm ersetzt. Damit ist St. Nikolai heute von der großen Verkehrsachse A 1 im Bereich des Autobahndreiecks Hamburg-Südost aus gut sichtbar.

## Ausstattung

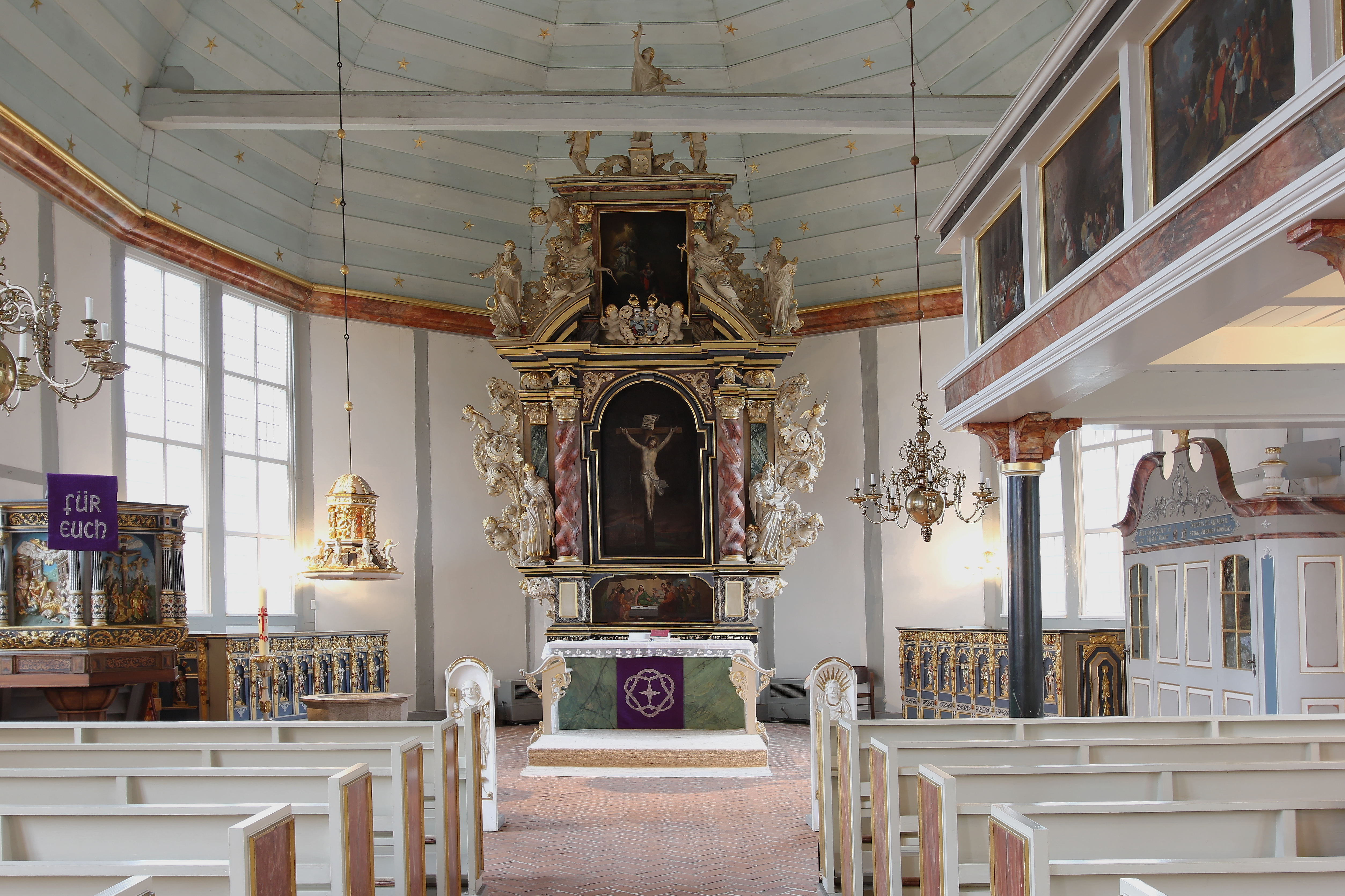
Innenansicht, Blick zum Altar

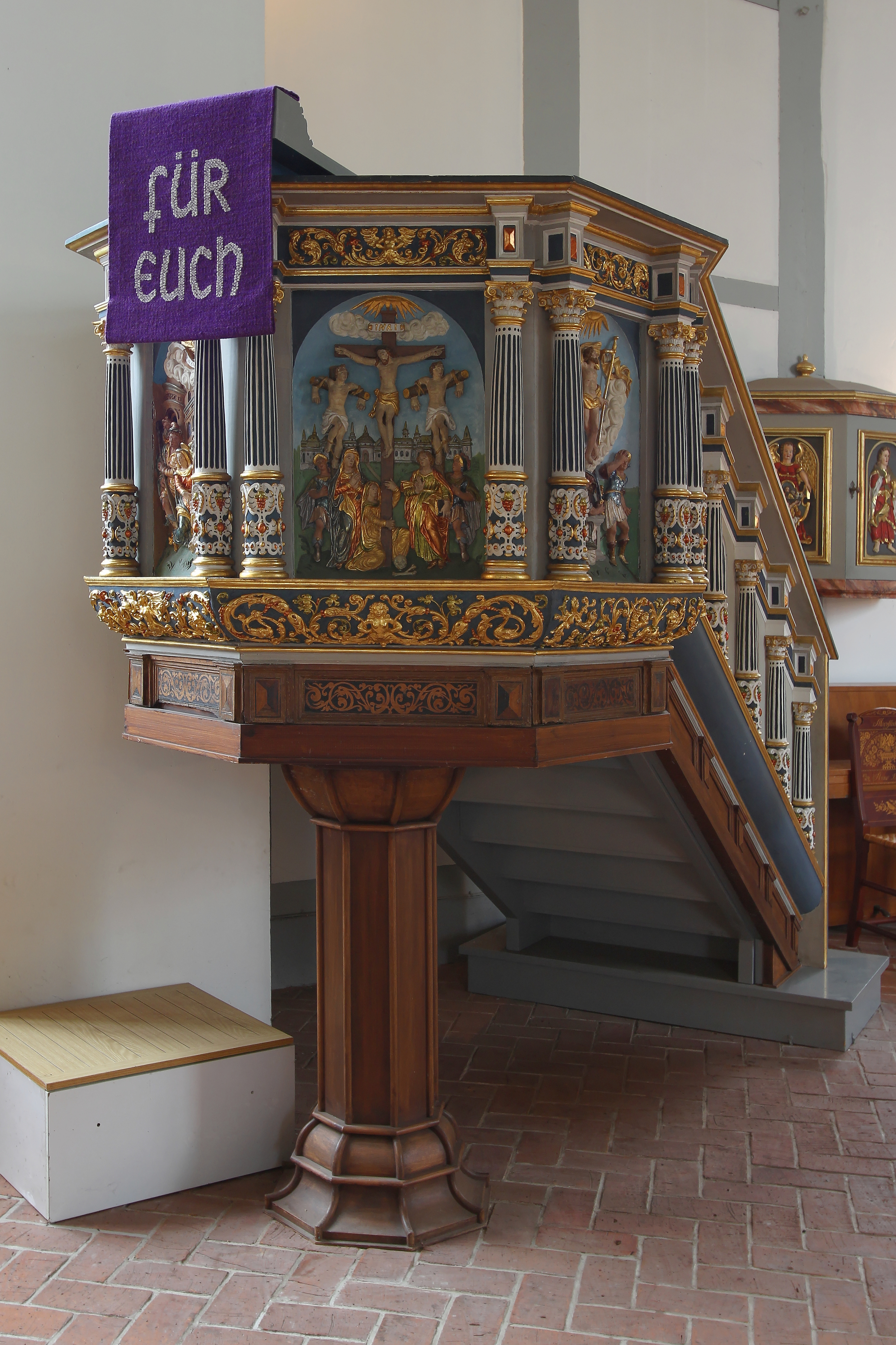
Kanzel

Die Innenausstattung wurde wiederholt an den Zeitgeschmack und die sich ändernden Vorstellungen über den Gottesdienst angepasst. Die lokal bekannten Künstler aus Renaissance und Barock, Hein Baxmann und Valentin Preuß, waren mit vier größeren Werken an der Ausstattung der Kirche beteiligt.

### Kanzel und Juratengestühl
Die reichgeschmückte Kanzel, ein Werk Hein Baxmanns aus dem Jahr 1622, wechselte in der Kirche zwei Mal ihren Standort und wurde dabei jeweils umgebaut. Ursprünglich frei stehend an der Südwand wurde sie 1843 mit dem Altar zu einem Kanzelaltar zusammengefügt, 1973 dort wieder entfernt, möglichst originalgetreu wiederhergestellt und an der Nordwand aufgestellt. Der neue Aufgang wurde daher seitenverkehrt erstellt. Drei der vier Relieffelder des Kanzelkorbes sind heute noch Originale Baxmanns, alle weiteren Teile Rekonstruktionen aus dem 20. Jahrhundert. Die reichhaltig und kleinteilig gearbeiteten Reliefs zeigen mit der Verkündigung Mariä, der Anbetung Christi, der Kreuzigung und der Auferstehung Schlüsselszenen des Neuen Testaments.
Das den Altar auf beiden Seiten flankierende Juratengestühl von 1625 aus der Werkstatt Baxmanns ist ein gutes Beispiel für seinen detailreichen Stil. Es wurde mehrfach umgebaut und ist heute nicht mehr vollständig im Originalzustand erhalten. Der linke Teil zeigt Apostelfiguren, der rechte Teil Figuren aus dem Alten Testament.

### Altar und Taufe
Valentin Preuß schuf 1688 den barocken Altar, über dessen Tisch sich eine Darstellung des letzten Abendmahls aus dem Jahre 1843 angebracht ist. Der Hauptteil zeigt zwischen zwei gedrehten Säulen eine Darstellung der Kreuzigung, die von den Evangelisten Matthäus und Markus flankiert und von einem Wappen des Stifters (Senator John) überdacht wird. Im oberen Teil befindet sich ein Bild der Erscheinung des Auferstandenen aus dem 20. Jahrhundert sowie die Statuen der Evangelisten Lukas und Johannes. Die Altarschranken mit ihrem reichen Schmuck aus geschnitzten Akanthusornamenten und Engelsköpfen wurden 1843 ergänzt.
Das 1688 von Preuß geschnitzte Taufbecken mit Deckel ist nicht mehr vorhanden; seit 1967 besitzt die Kirche einen Taufstein aus der Werkstatt von Klaus-Jürgen Luckey. Die Taufschale aus Messing entstand um 1470 in Nürnberg, verschwand während des Dreißigjährigen Krieges nach Dänemark, kehrte jedoch später wieder nach Moorfleet zurück.

### Weitere Stücke
An der rechten Seite des Altarraums befindet sich eine kleine Sakristei die 1769 als Beichtstuhl gebaut und als solcher auch noch längere Zeit verwendet wurde. 
Die sechzehn Emporenbilder des Malers Martin Conrad aus dem Jahr 1720 zeigen eine Vielzahl biblischer Szenen wie Einzug in Jerusalem, Abendmahl, Gethsemane, Judasverrat, Christus vor Kaiphas, Petri Verleugnung, Himmelfahrt und die Ausgießung des Heiligen Geistes. 1846 wurden die Bilder stark überarbeitet.
Auffällig sind auch drei große Messingkronleuchter, von denen die beiden älteren aus den Jahren 1653 und 1664 stammen und deren jüngster eine Nachbildung aus dem 20. Jahrhundert ist.

## Orgel
Das heutige Instrument ist die dritte nachgewiesene Orgel der Kirche, von denen die erste 1683 durch Joachim Richborn erbaut wurde. In den Jahren 1853 bis 1856 ersetzte man diese durch das zweite Instrument aus der Werkstatt von Johann Balthasar Götzel, das erst 1962 aufgrund von Holzwurmbefall als nicht mehr zu reparieren eingestuft wurde. Daher baute die Fa. Alfred Führer Orgelbau im Jahre 1966 eine neue Orgel mit zwei Manualen und einem Pedal. Bei dieser Gelegenheit wurde auch der Prospekt, den 1684 Jürgen Riege geschnitzt hatte, von Klaus Luckey restauriert und behutsam ergänzt.

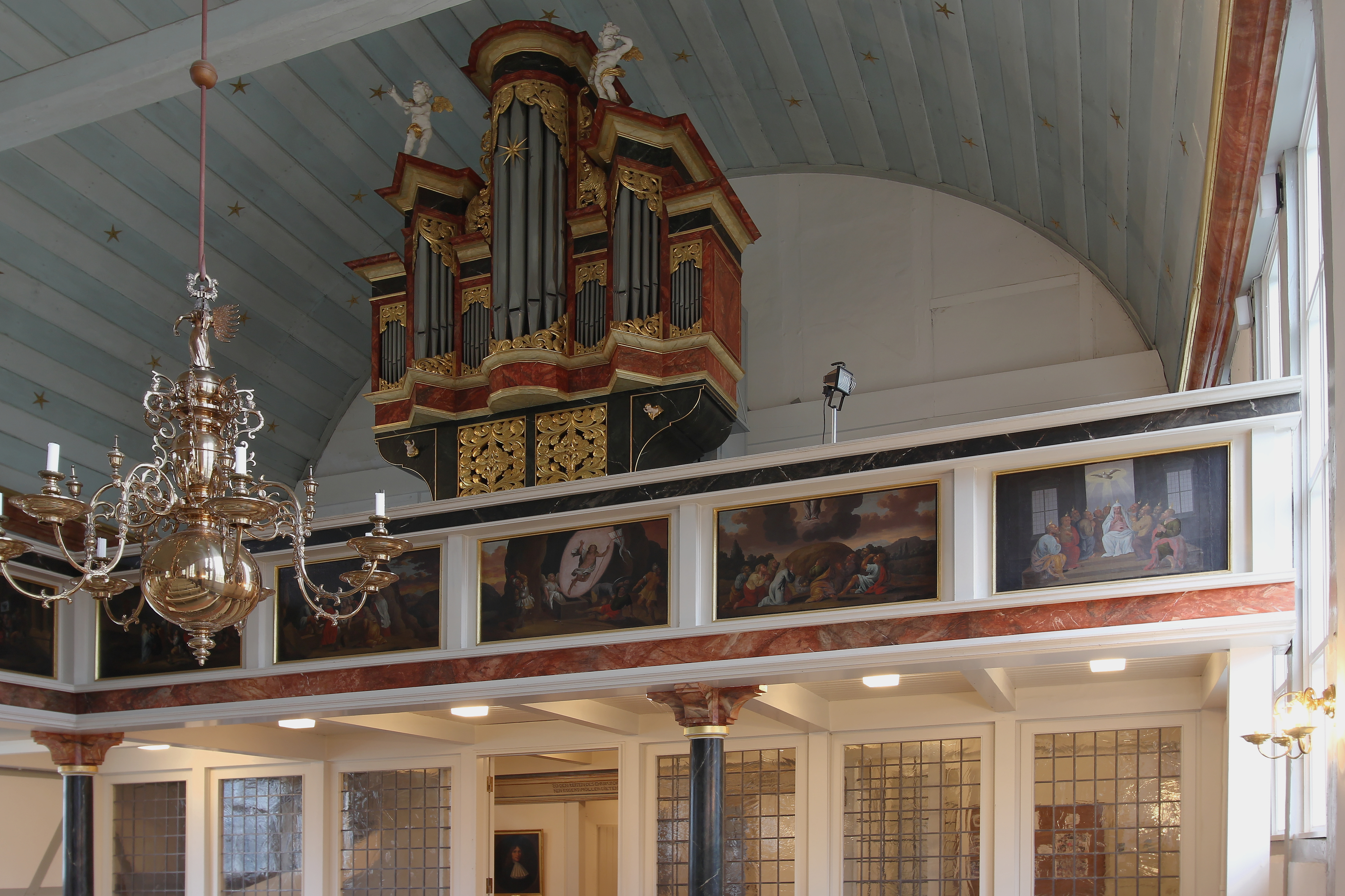
Orgel auf der Empore

Ihre Disposition lautet:
| I Hauptwerk C– |              |       |
| 1.             | Quintade     | 16′   |
| 2.             | Prinzipal    | 8′    |
| 3.             | Rohrflöte    | 8′    |
| 4.             | Oktave       | 4′    |
| 5.             | Gedecktflöte | 4′    |
| 6.             | Quinte       | 2 ⁄3′ |
| 7.             | Oktave       | 2′    |
| 8.             | Mixtur IV–V  | 1 ⁄3′ |
| 9.             | Trompete     | 8′    |

| II Brustwerk C– |             |      |
| 10.             | Gedackt     | 8′   |
| 11.             | Blockflöte  | 4′   |
| 12.             | Prinzipal   | 2′   |
| 13.             | Scharff III | 2⁄3′ |
| 14.             | Regal       | 8′   |

| Pedal C– |           |     |
| 15.      | Subbaß    | 16′ |
| 16.      | Prinzipal | 8′  |
| 17.      | Oktave    | 4′  |
| 18.      | Mixtur IV | 2′  |
| 19.      | Posaune   | 16′ |

- 3 Normalkoppeln: II/I, I/P, II/P

## Pastorat
Das auffällige Pastoratsgebäude ist bis heute in der Ursprungsform von 1741 erhalten. Der Gebäudekomplex in Fachwerkbauweise zeigt im vorderen Teil den zweistöckigen Wohntrakt mit einer reich gegliederten Fensterfront und im hinteren Teil den einstöckigen landwirtschaftlich genutzten Trakt mit dem hohen Reetdach. Es ist eines der letzten Beispiele in den Vier- und Marschlanden für ein aus Wohn- und Wirtschaftsteil bestehendes T-Haus, das meist errichtet wurde, wenn bäuerliche Wirtschaft mit einer Sondernutzung zu kombinieren war. Vor dem Pastorat ist seit 1966 eine Statue von Martin Luther aufgestellt, die Harro Magnussen 1906 für die Lutherkirche in Hamburg-Neustadt geschaffen hatte. Nachdem diese Kirche 1943 zerstört worden war, gelangte die Statue durch die Pastorenfamilie Schwieger nach Moorfleet.

### Geistliche
- Johann Heinrich Lütkens, Pastor von 1782 bis 1814

## Friedhof
Der Friedhof geht bis auf das 12. Jahrhundert zurück, der heutige Zustand wird aber wesentlich durch die Erweiterung des 19. Jahrhunderts geprägt. Zwei historische Grabplatten finden sich noch an der Außenwand der Kirche. Auf dem Friedhof liegt das Grab Heinrich Matthias Sengelmanns, des bekanntesten Pastors der Gemeinde Moorfleet. Seine erste Pfarrstelle war Moorfleet und hier gründete er bereits eine Vorgängereinrichtung der späteren Alsterdorfer Anstalten.

## Fotografien

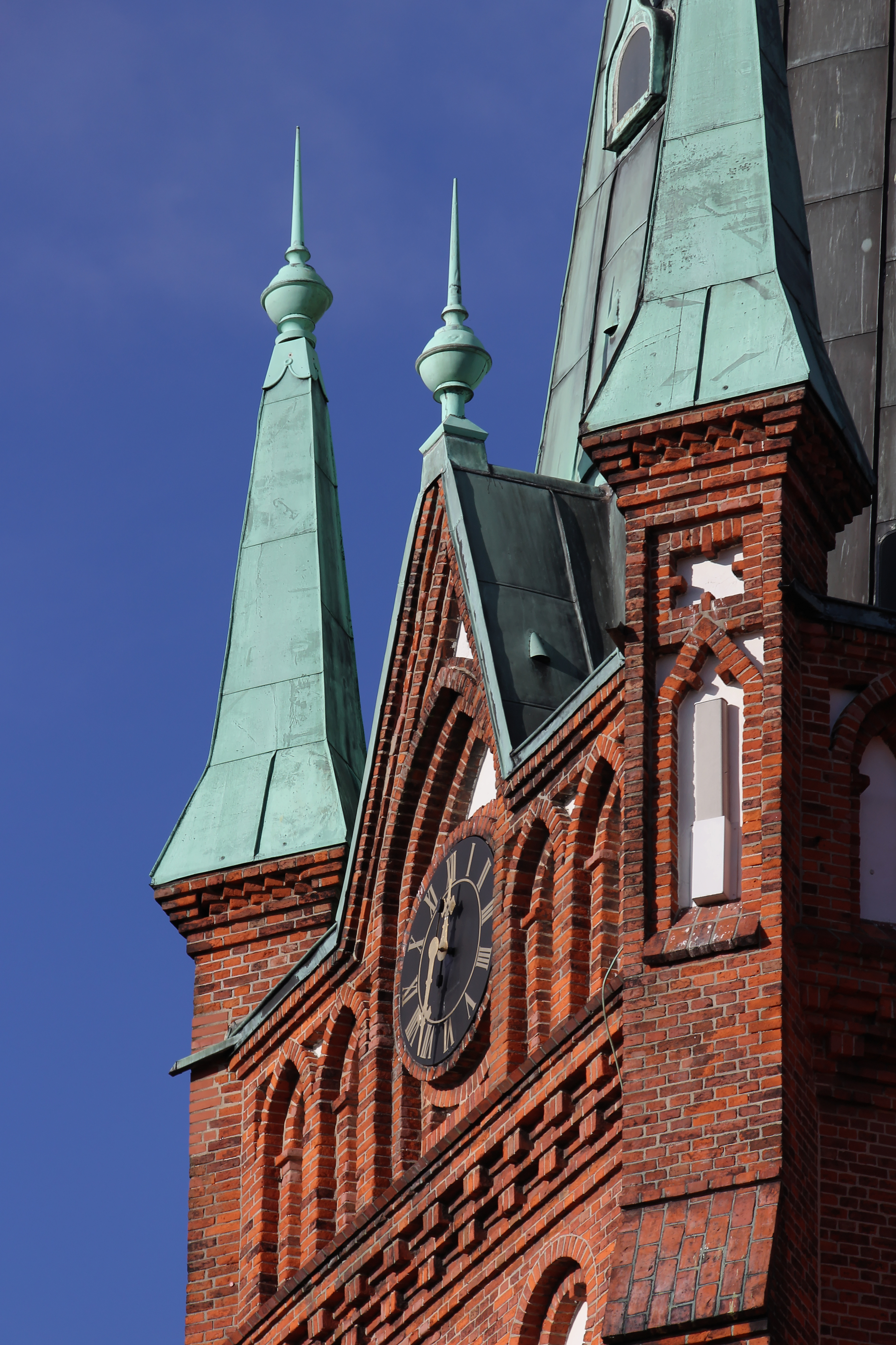
Details am Turm
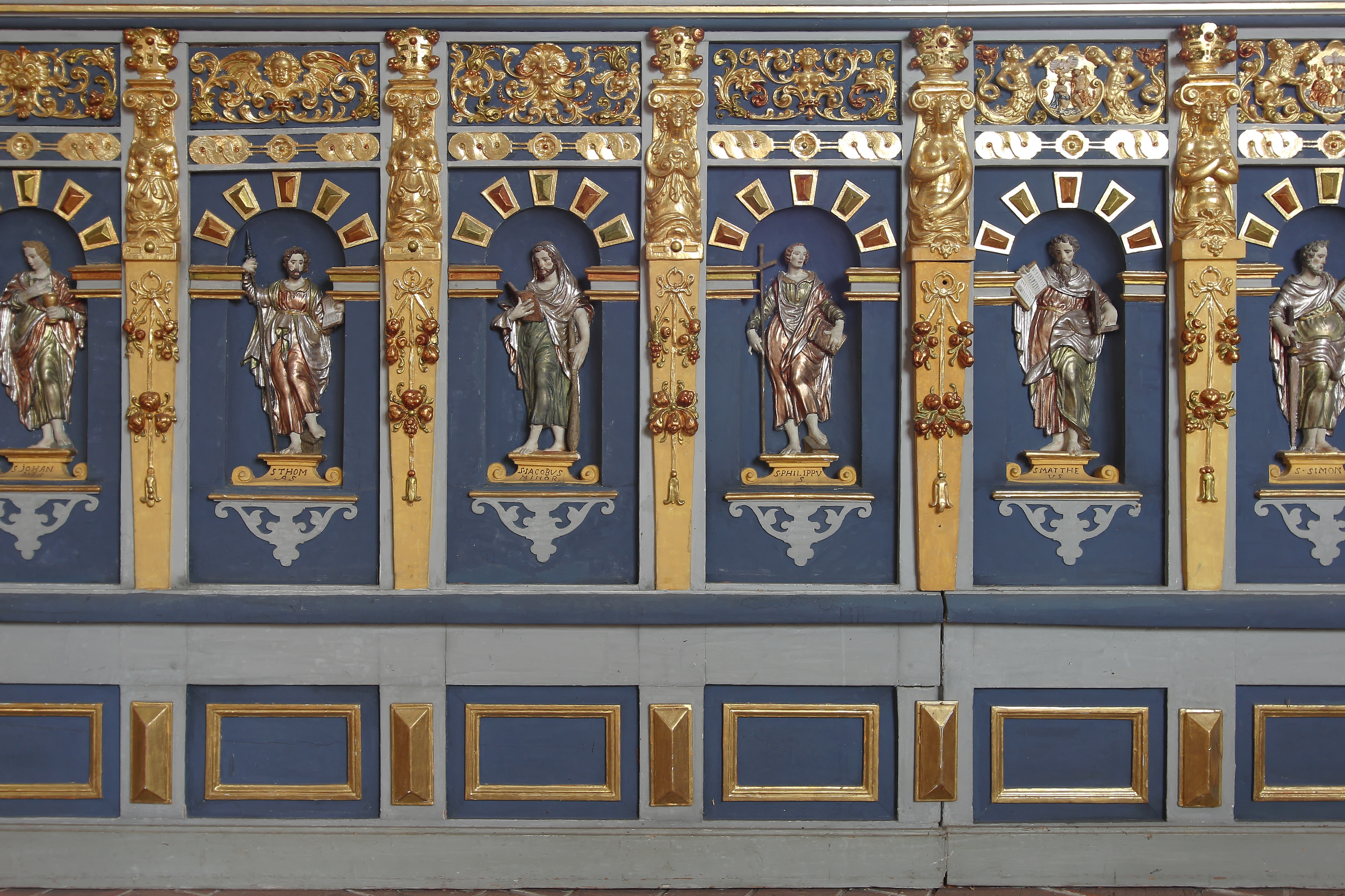
Schnitzwerk des Juratengestühls
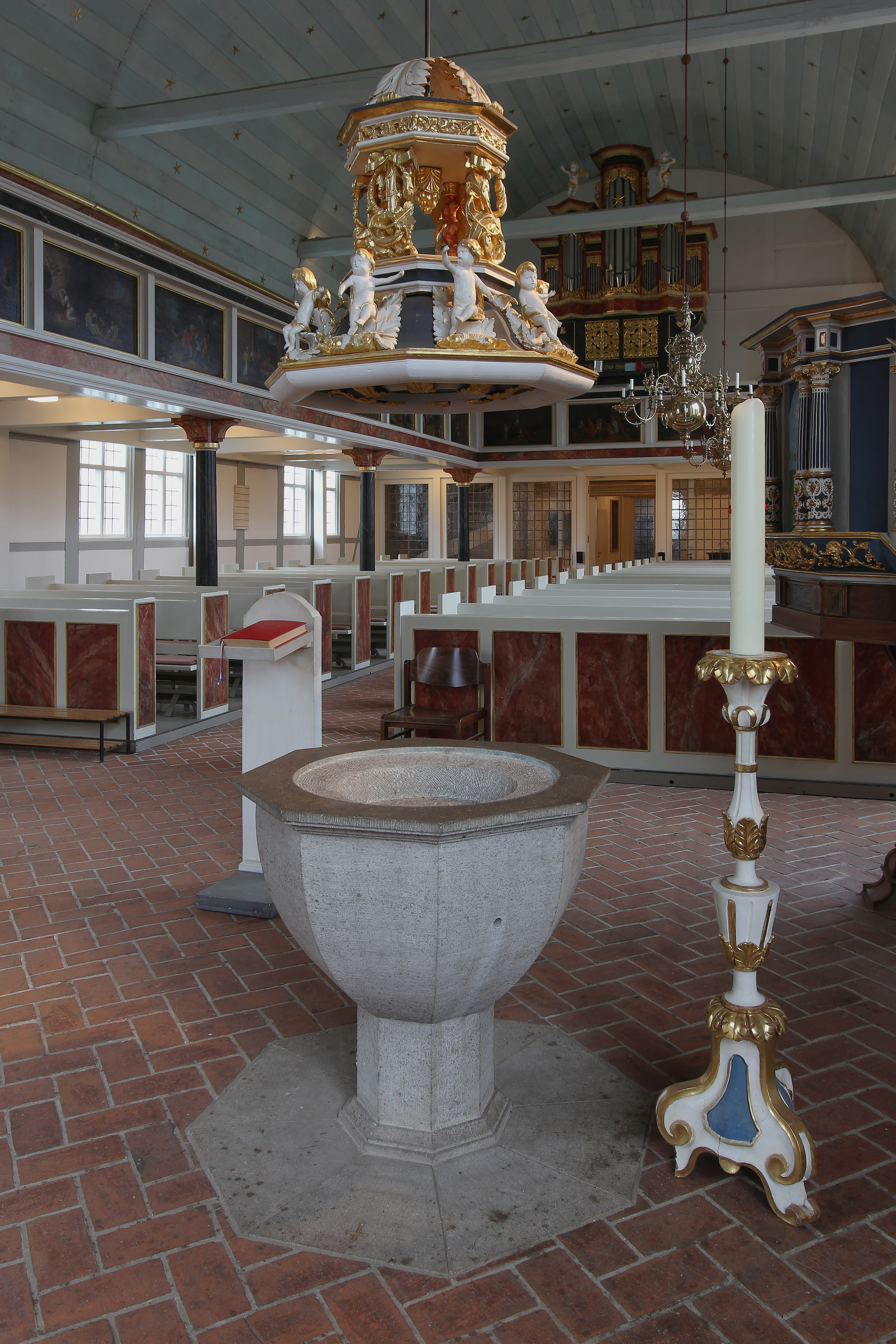
Taufstein mit Deckel und Kerzenständer
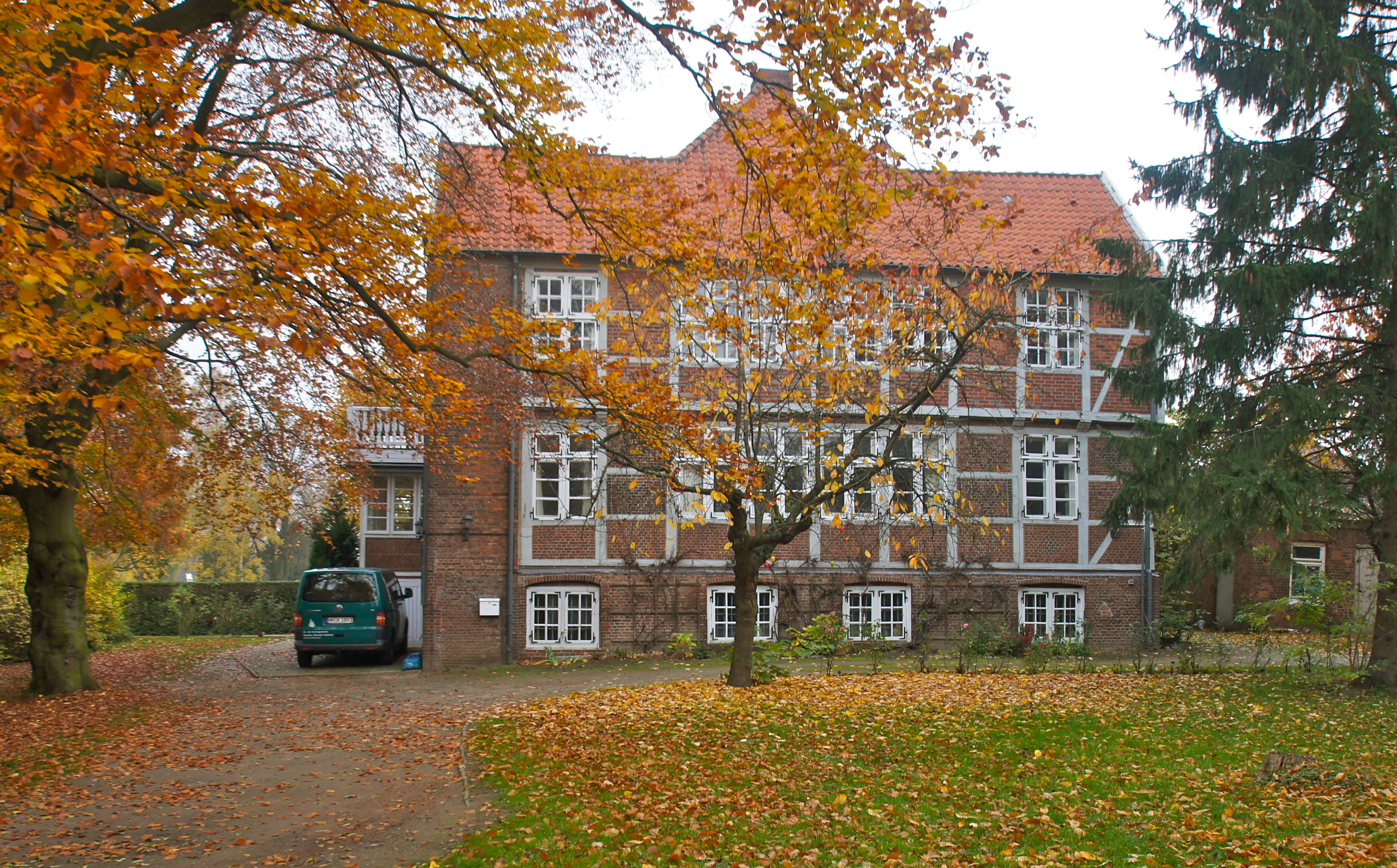
Pastorat
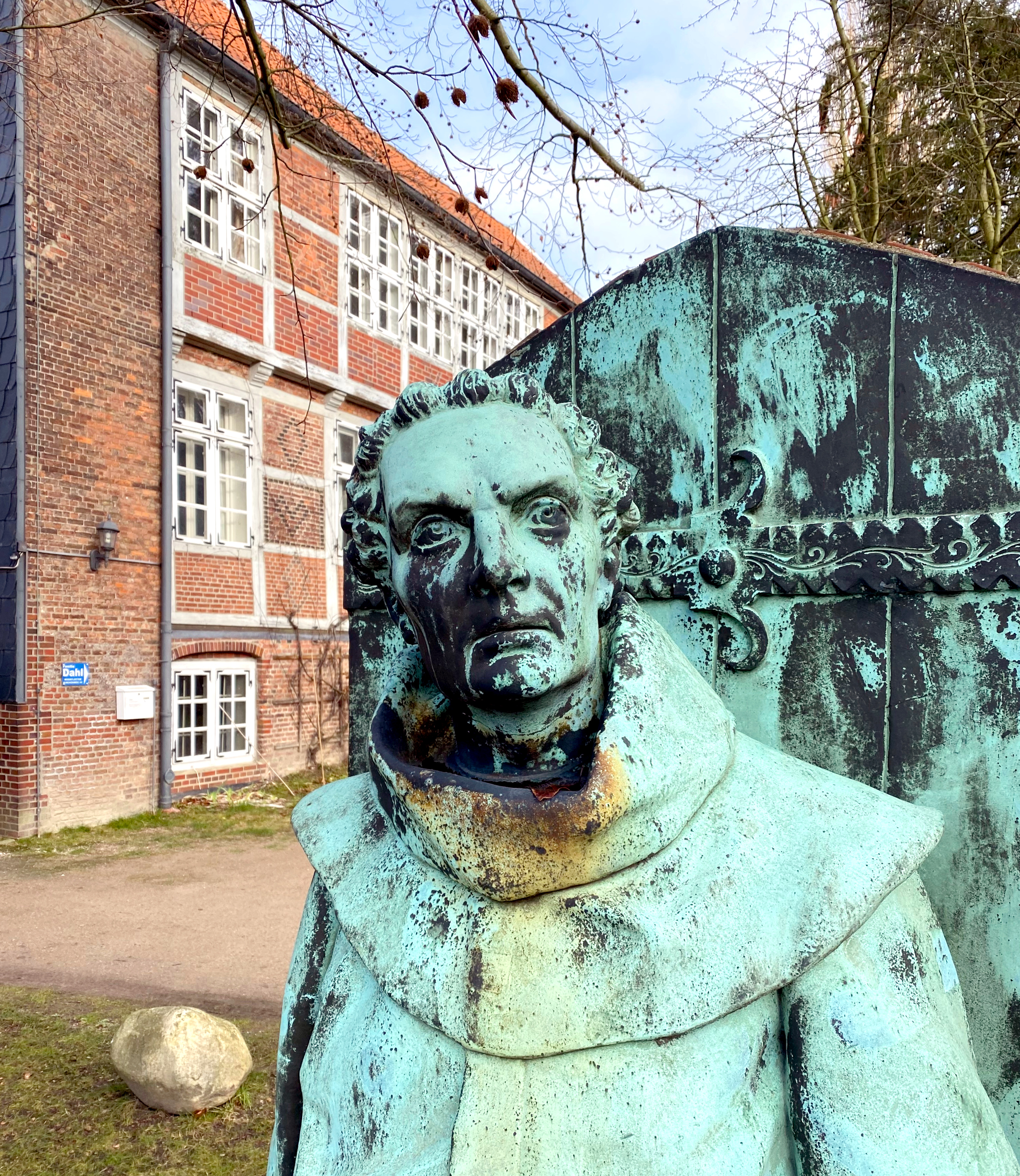
Luther-Statue mit Pastorat im Hintergrund
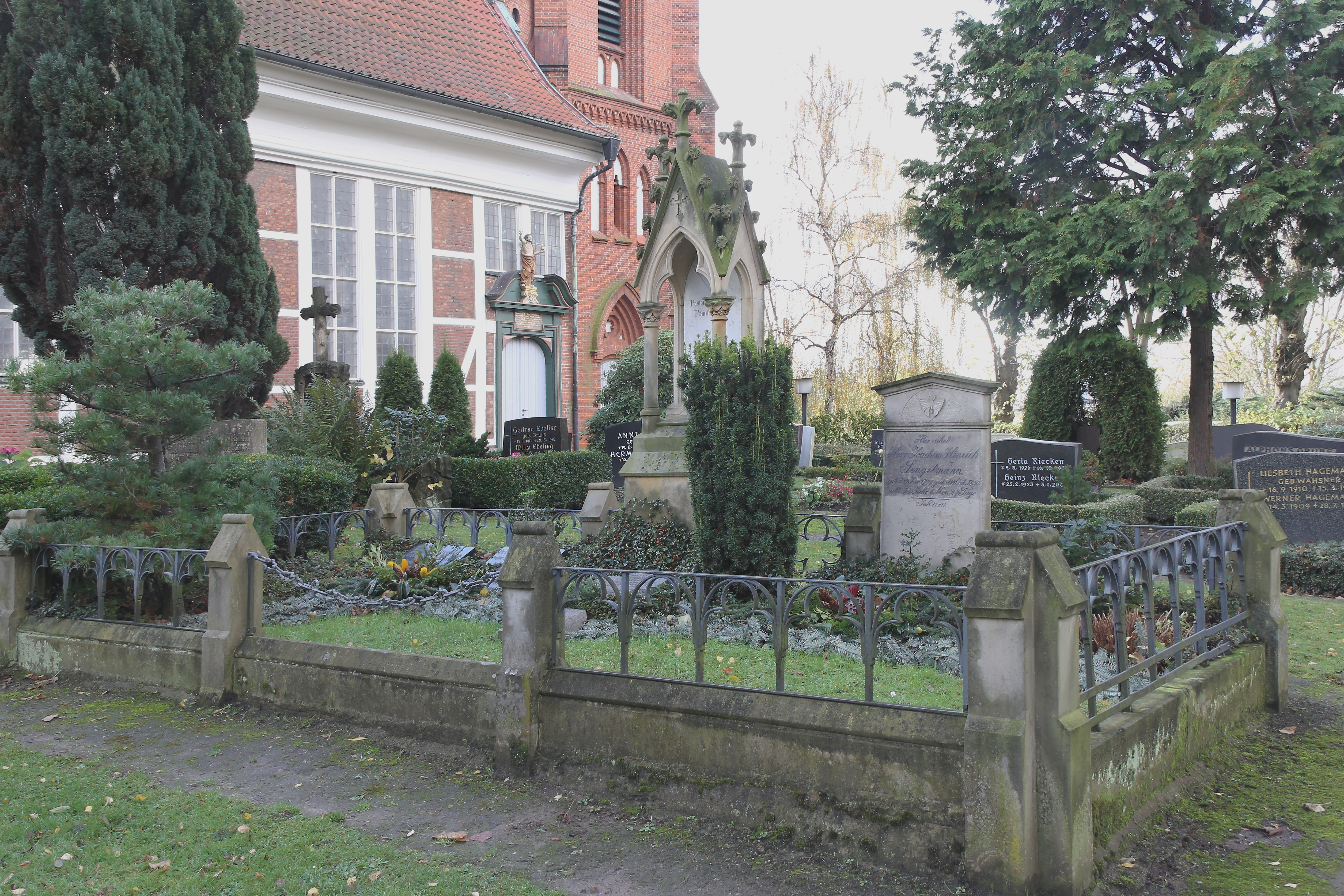
Grabanlage Sengelmann